# Jack Taggart
John James Stewart „Jack“ Taggart (* 26. Februar 1871 in Belfast; † 12. Mai 1927 in Walsall oder Oldbury) war ein irischer Fußballspieler. Taggart bestritt in den Spielklassen der englischen Football League zwischen 1893 und 1901 über 180 Spiele für West Bromwich Albion und den FC Walsall und kam 1899 zu einem Einsatz in der irischen Nationalmannschaft.

## Karriere
Taggart, der in Irland den Spitznamen „Mit“ trug, spielte spätestens ab der Saison 1889/90 für den Glentoran FC und gewann mit dem Klub 1890 das Finale des County Down Cups. Nachdem er in der Premierensaison 1890/91 der Irish Football League nicht in Erscheinung getreten war, spielte er im Herbst 1891 einige weitere Partien für Glentoran, bevor er sich im November 1891 dem Distillery FC anschloss. Im Mai 1892 verlor er mit dem Klub das Finale des Charity Cups mit 0:1 gegen Linfield. Für das Länderspiel Irland gegen Wales im Februar 1892 wurde Taggart als Reservespieler nominiert. Zuvor hatte er in einem diesbezüglich durchgeführten Auswahlspiel auf der Siegerseite („Reds“ vs. „Whites“; Endstand 7:2) gestanden, das Auswahlkomitee setzte in der Läuferreihe aber auf seine beiden Mitspieler Thanny McKeown und Sammy Spencer sowie Bill Cunningham, der in der unterlegenen Mannschaft vorgespielt hatte. Im März 1892 wurde er in eine Belfaster Auswahlmannschaft für einen Städtevergleich gegen Derry berufen, nachdem die Partie witterungsbedingt zwei Mal ausgefallen war, fand die Austragung schließlich im April statt (Endstand 3:2).
Im November 1892 wechselte Taggart nach England zum FC Middlesbrough in die Northern Football League. Als Middlesbrough Anfang März 1893 wegen vermeintlich schlechter Leistungen die Wochenlöhne auf 30 s pro Spieler reduzierte, streikte ein Großteil der Profispieler. Taggart verließ Middlesbrough nur wenig später und schloss sich, ebenso wie seine beiden Mannschaftskameraden und Landsleute Bob Crone und William McCabe, dem Erstdivisionär West Bromwich Albion an.
Noch in der Spätphase der Saison 1892/93 kam Taggart bei einem 3:1-Heimerfolg gegen Derby County zu seinem Ligadebüt und nahm am Saisonende wenige Wochen später an der ersten Auslandsreise von West Bromwich teil. Diese führte das Team für zwei Partien nach Irland; aber sowohl gegen Linfield Athletic (1:3) als auch gegen die Ulsterville Rangers (die eine Ligaauswahl darstellten, 0:1) setzte es Niederlagen. In den folgenden beiden Spielzeiten gehörte Taggart, der es präferierte den Ball zu einem Mitspieler zu passen, anstatt ihn hoch Richtung Stürmerreihe zu schießen, zum Stammpersonal und stand mit dem Klub im FA-Cup-Finale 1895, das mit 0:1 gegen Aston Villa im Londoner Crystal Palace vor über 40.000 Zuschauern verloren ging. In der Liga waren die Leistungen dagegen durchwachsen. Nachdem man in der Saison 1894/95 die Notwendigkeit eines „Test Matches“ um den Ligaverbleib nur dank eines 6:0-Kantersiegs am letzten Spieltag gegen The Wednesday (wodurch man sich im Torquotienten noch am FC Stoke vorbeischob) vermieden hatte, landete man ein Jahr später auf dem letzten Tabellenplatz. Taggart wurde dabei in der ersten Saisonhälfte nicht im Profiaufgebot berücksichtigt und musste in der Reserve spielen, erst im Januar 1896 rückte er wieder in die erste Mannschaft. In den „Test Matches“ gegen den FC Liverpool und Manchester City reichten zwei Siege und ein Unentschieden aus vier Partien zum Klassenerhalt, Taggart wirkte dabei in allen vier Spielen mit. 
Im Sommer 1896 verließ Taggart West Bromwich und wechselte zum FC Walsall, das nach einem Jahr im Non-League football in die Second Division zurückkehrte. Dabei kam es zwischen beiden Vereinen zu Streitigkeiten bezüglich der Ablösesumme. Während West Bromwich Taggart für £80 auf die Transferliste gesetzt hatte und die eigenen Forderungen auf £40 reduzierte, war Walsall nur bereit £30 zu bezahlen. In einer Entscheidung durch eine Kommission der Football League wurde Walsall angewiesen, eine Ablöse von £25 zu bezahlen und zudem ein Spiel gegen West Bromwich zu bestreiten, das dem abgebenden Klub eine Summe von £15 garantieren musste.
Bei Walsall gehörte Taggart die folgenden drei Spielzeiten lang zum Stammpersonal, als sich der Klub regelmäßig im Mittelfeld der Liga platzierte. Im Birmingham Senior Cup war er mit Walsall sowohl 1897 (Finale 2:1) als auch 1898 (Finale 3:0) jeweils gegen die Wolverhampton Wanderers siegreich. Zu einem Kuriosum kam es im März 1899 im Wiederholungsspiel des Halbfinals um den Birmingham Senior Cup 1899 gegen Burslem Port Vale. Nachdem der Schiedsrichter die Partie wegen eines aufgekommenen Schneesturms Mitte der zweiten Halbzeit beim Stand von 2:0 für Port Vale unterbrochen hatte, zogen sich die Spieler von Walsall trotz anderslautender Anweisungen des Schiedsrichters um. Als die Mannschaften wieder auf den Platz gerufen wurden, erschienen acht Walsall-Spieler in Zivilkleidung zur Wiederaufnahme der Partie, darunter auch Taggart, der in einem langen „Newmarket“-Mantel, mit Raucherpfeife im Mund und goldener Taschenuhrkette samt Anhängsel auf den Platz ging. Da die Walsall-Spieler sich weigerten, ihre durchnässten Trikots wieder anzuziehen, brach der Schiedsrichter die Partie letztlich ab.
Wenige Wochen zuvor war Taggart am 4. März 1899 zu einem Einsatz für die irische Nationalmannschaft gekommen. Für die Partie wurden erstmals in England aktive Profis berücksichtigt, neben Taggart rückten so auch Archie Goodall (Derby County), Tommy Morrison (Burnley) und der Amateur John Hanna (Royal Artillery) ins Aufgebot. Ursächlich für den Sinneswandel beim Auswahlkomitee war eine 2:13-Niederlage wenige Wochen zuvor gegen England. Die Mannschaft mit der Läuferreihe Goodall – Bob Milne – Taggart gewann vor 10.000 Zuschauern im Grosvenor Park von Belfast mit 1:0 gegen Wales. Taggart bereitete dabei den Siegtreffer durch Philip Meldon vor und gehörte zu den besten Spielern seines Teams. So wurde er auch für ein weiteres Länderspiel gegen Schottland Ende März berufen, Walsall verweigerte allerdings die Freigabe.
Nachdem er in der Spielzeit 1899/1900 nur sporadisch zum Einsatz gekommen war, bestritt Taggart in der folgenden Saison nochmals 20 Ligaeinsätze, als Walsall aufgrund eines minimal schlechteren Torquotienten gegenüber dem FC Barnsley auf dem drittletzten Tabellenplatz landete und sich dadurch zur Wiederwahl stellen musste. Neben den beiden ebenfalls zur Wiederwahl stehenden Klubs Stockport County und Burton Swifts erhielten auch die beiden Bewerber Bristol City und Doncaster Rovers mehr Stimmen als Walsall, wodurch der Klub aus der Football League ausschied und zur folgenden Saison in der Midland League antrat. Taggart gehörte hier nicht mehr zum Aufgebot und beendete nach zwei Jahren im Lokalfußball im März 1903 aus gesundheitlichen Gründen seine Fußballerlaufbahn. Taggart blieb in Walsall wohnhaft und betrieb in der Folge einen Pub mit dem Namen Horse and Jockey. Seinem ehemaligen Klub West Bromwich Albion blieb er auch nach seinem Karriereende verbunden, so verfolgte er regelmäßig die Partien des Klubs und diente gelegentlich auch als Ordner im Stadion The Hawthorns. Er erlag im Mai 1927 einem Krebsleiden.